# Meine 99 Bräute
Meine 99 Bräute ist ein deutscher Spielfilm des Regisseurs Alfred Vohrer. Der von Wenzel Lüdecke produzierte Schwarzweißfilm nach dem gleichnamigen Roman von Siegfried Sommer wurde im Herbst 1958 in West-Berlin gedreht. Die Uraufführung fand am 4. Dezember 1958 im Universum in München statt.

## Inhalt
Nicki Montag gilt in der Münchner Vorstadt als wahrer Casanova. Das liegt aber offensichtlich nicht nur an ihm selbst, sondern auch an den zahlreichen Frauen, die sich nur allzu gerne auf seine Annäherungsversuche einlassen. Mit Hilfe seines arbeitsscheuen Freundes Jonny betört Nicki auf verschiedenste Weise eine Frau nach der anderen. Dabei spielt es keine Rolle, ob es sich um die Tochter eines Gemüsehändlers, eine echte Dame oder ein anständiges Artistenmädchen handelt. Im Falle der anspruchsvollen Frau Konsul Hale ist es sogar Nicki, der erobert wird.
Letztlich aber zieht es Nicki zu seiner einstigen Sandkastengespielin Irmelin. Ihr hatte er schon im Alter von neun Jahren versprochen, sie zu heiraten. Sie wird Nicki Montags 100. Braut und einzige Frau.

## Entstehungsgeschichte

### Vorgeschichte
Alfred Vohrer, in den 1950er Jahren ein vielbeschäftigter Synchronregisseur, hatte mit Schmutziger Engel Anfang 1958 seinen ersten eigenen Spielfilm inszeniert. Bei diesem Werk, von dem Synchronunternehmen Ultra-Film produziert, handelte es sich um einen der damals erfolgreichen Halbstarken- und Jugendproblemfilme. Der Filmproduzent Wenzel Lüdecke, mit der Berliner Synchron ebenfalls im Synchrongeschäft tätig, galt durch Filme wie Die Halbstarken oder Endstation Liebe als Wegbereiter dieses Genres auf dem deutschen Filmmarkt. 1958 wollte Lüdecke den zwei Jahre zuvor veröffentlichten und ebenfalls in diesem Milieu angesiedelten Roman Meine 99 Bräute von Siegfried Sommer unter der Regie von Alfred Vohrer auf die Leinwand bringen.

### Vorproduktion und Drehbuch
Das Drehbuch stammt aus der Feder von Franz Geiger. Als Hauptdarsteller verpflichtete man Claus Wilcke, der in diesem Werk sein Filmdebüt gab. Daneben bot der Film zahlreiche Rollen für bekannte Schauspielerinnen, darunter Wera Frydtberg, Vera Tschechowa, Corny Collins, Erica Beer, Edith Hancke, Edith Elmay und Ingrid van Bergen. Als Münchner Originale engagierte man Liesl Karlstadt und Beppo Brem.

### Produktion
Die Dreharbeiten fanden von Anfang Oktober bis Mitte November 1958 statt. Die Außenaufnahmen drehte man in West-Berlin. Ob man auch Aufnahmen in München machte, lässt sich derzeit nicht nachweisen. Die Innenaufnahmen entstanden in den Ufa-Filmstudios in Berlin-Tempelhof. Für das Szenenbild waren die Filmarchitekten Karl Weber und Jochen Maeder verantwortlich. Die Kostüme entwarf Vera Mügge. Regieassistentin war Eva Ebner, die hier erstmals mit Alfred Vohrer zusammenarbeitete.

### Filmmusik
Als Titelmusik fand das Instrumental Patricia in der Originalversion von Pérez Prado Verwendung. Es war seinerzeit als Single von RCA Records erhältlich. Die restliche Filmmusik komponierte Martin Böttcher. Sie wurde von den Spree City Stompers, dem Johannes-Rediske-Quintett sowie dem FFB-Orchester eingespielt. Als Solo-Trompeter ist Horst Fischer zu hören. Böttcher komponierte für den Film auch die Gesangsnummer Du kannst nicht alle Mädchen lieben (Text: Ute Kuntze-Just), die von Ingrid Werner gesungen wurde. Die Filmmusik wurde, mit Ausnahme der Titelmusik, bisher nicht auf Tonträger veröffentlicht.

## Rezeption

### Veröffentlichung
Die FSK gab den Film am 1. Dezember 1958 ab 16 Jahren frei. Die Uraufführung erfolgte am 4. Dezember im Universum in München. Der Film wurde später nicht im Fernsehen ausgestrahlt. Auch andere Wiederveröffentlichungen blieben bisher aus.

### Kritiken
„Der Berliner Produzent Wenzel Lüdecke unternahm den Versuch, die freisinnigen Betrachtungen des Münchner Zeitungs-Kolumnisten Siegfried („Blasius“) Sommer über das Treiben eines jugendlichen Gassen-Casanovas so darzustellen, daß sie mit den Tugendsatzungen der Selbstkontrolle vereinbar wären. Der Produzent scheiterte, aber nicht so ehrenvoll wie bei seinem ersten Teenager-Film „Die Halbstarken“, weil er die schlichte Bettfreudigkeit des Romanhelden Nicki Montag mit spießiger Kino-Philosophie belastete, anstatt sich in echter „Reigen“-Frivolität auf das erotische „Wie“ zu beschränken. Autor Sommer, der seinen Roman über den „frühreifen Reisenden in Damenunterwäsche“ – so Sommer selbst – aus unerfindlichen Gründen als eine Anklage gegen die ältere Generation begriffen haben möchte, tat den Film als „verwaschene Unterrock-Schnulze“ ab.“

„Farb- und spannungslose Heuchelei.“